# Koruna polského království
Koruna polského království (polsky Korona Królestwa Polskiego, latinsky Corona Regni Poloniae) je název Polského království, jemu podřízených a dokonce i jím nárokovaných zemí, používaný oficiálně po spojení s Litevským velkoknížectvím v personální unii (1386) a zejména po vytvoření plné unie státní (1569). V rámci této Polsko-litevské unie, tzv. I. Rzeczpospolité, byl termín „Koruna“ (a z něj odvozené adjektivum koronny) běžným rozlišovacím označením pro západní (polsko-ukrajinskou) část unie – oproti části východní (litevsko-běloruské), zvané „Velkoknížectví“ či prostě „Litva“.
Přeměna království v korunu ale nebyla pouhým jazykovým územ, nýbrž označovala novou kvalitu vlády a státoprávních vztahů oproti starším dobám – podobně jako v jiných zemích evropského latinského okruhu.

## Historie

### Vznik
V této věci Polsko čerpalo inspiraci z politického systému fungujícího tehdy již v Čechách a Uhrách, které se pomalu měnily ve stavovské monarchie. V těchto zemích byl s nástupem cizích dynastií uveden do praxe po vzoru Francie pojem „koruny království“, metonymicky odvozený z posvátných panovnických insignií (svatováclavské, resp. svatoštěpánské koruny v česko-uherském případě). Jak tyto insignie, tak i státy vůbec, přestaly být chápány jako osobní majetek panovníků, se nímž mohou nakládat výhradně podle své vůle; místo toho se objevil nadosobní pojem koruny, jakožto entity všem stavům i panovníkovi nadřazené, jež je věčná a nezcizitelná, jíž je vladař pouze dočasným správcem (s povinností ji neustále územně rozšiřovat anebo alespoň neumenšovat) a šlechta reprezentantem.

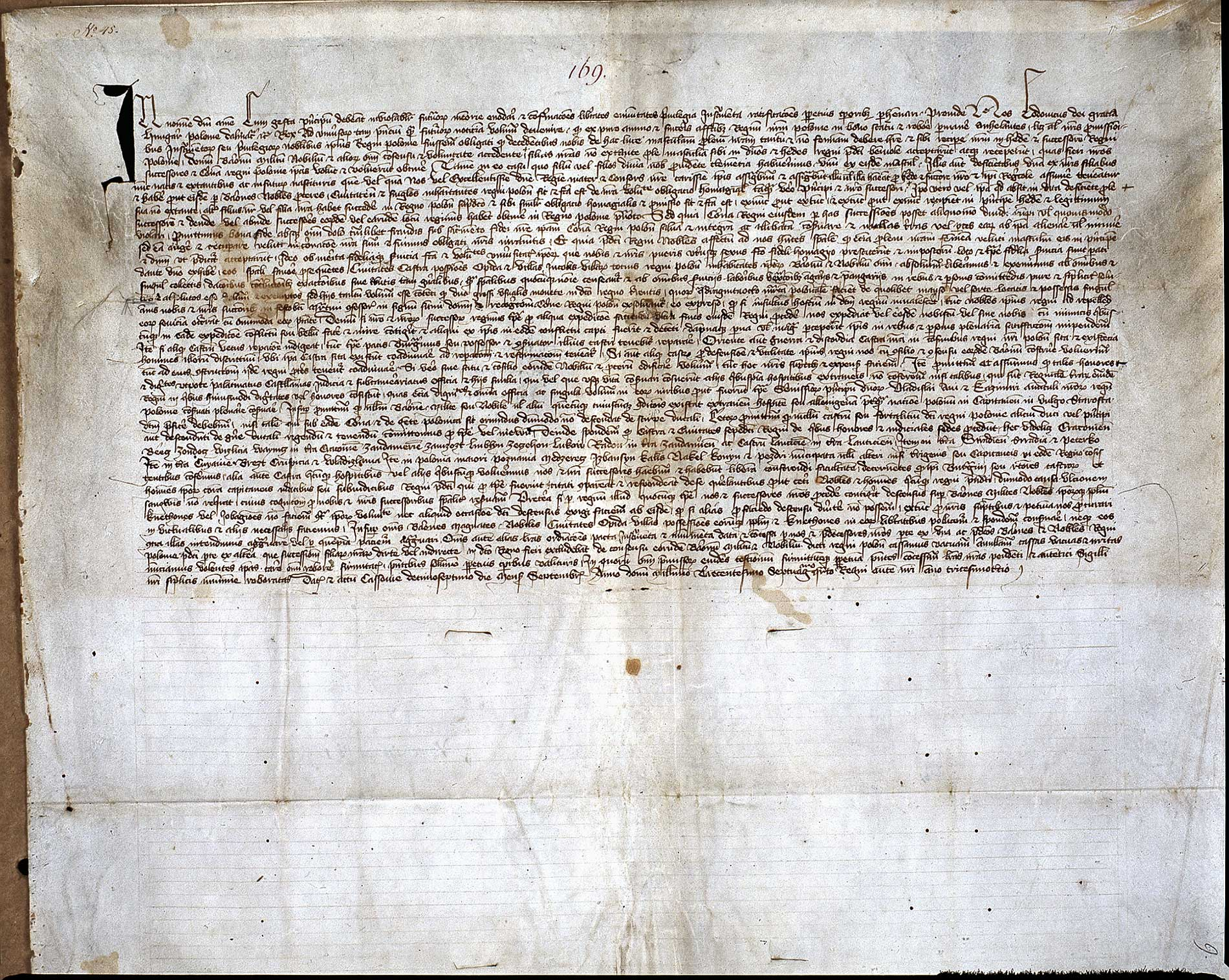
Košické privilegium (17. 9. 1374)

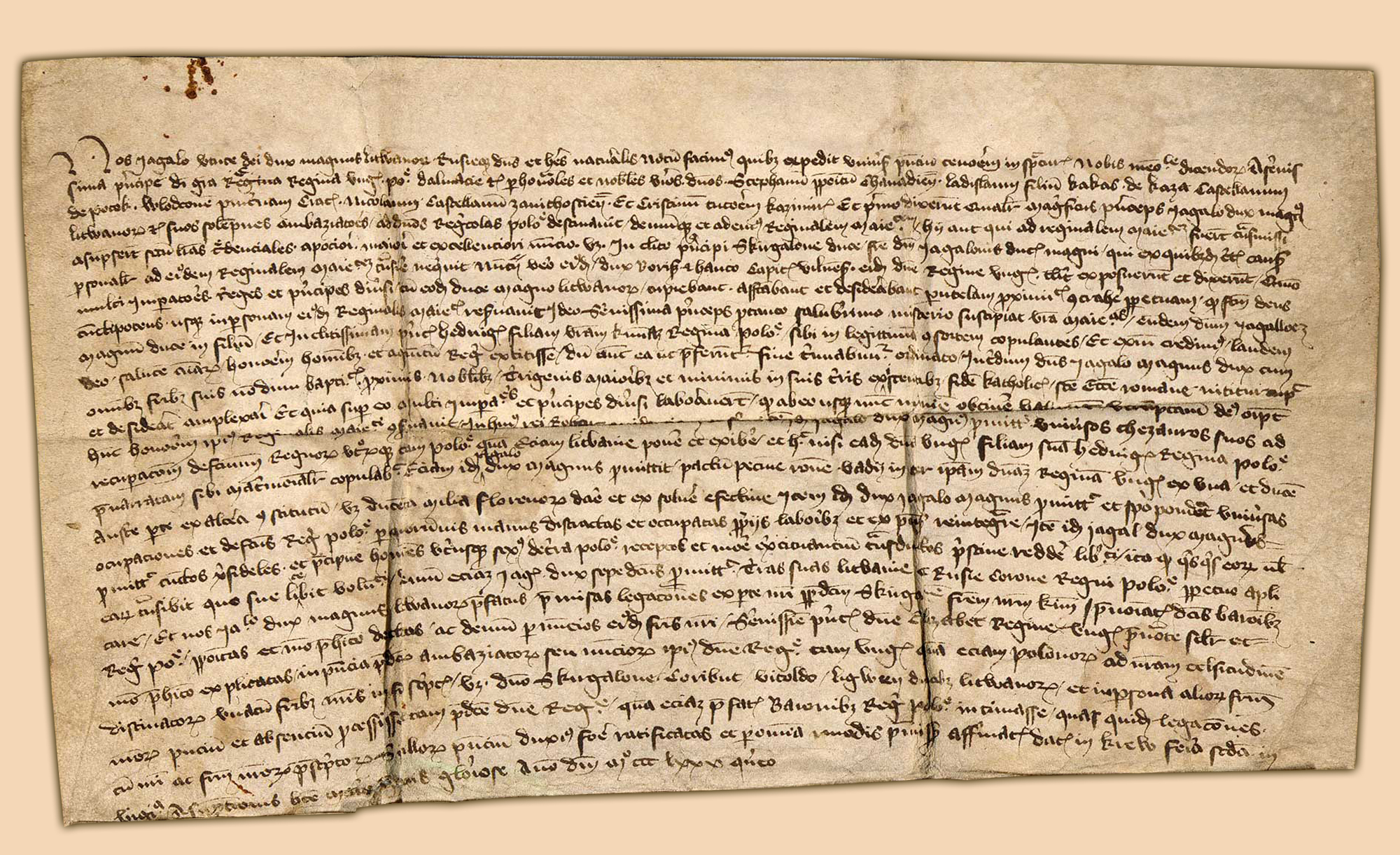
Krevská unie (14. 8. 1385)

V Polsku se výraz corona regni poprvé zřídka (celkem pouze třikrát) objevil v královských listinách za vlády Kazimíra Velikého (1333–1370); tehdy však ještě nebyl spojen s politickou ideologií, ale tvořil jen jinou variantu jména Polského království, především v jeho vztahu navenek, k ostatním státům. Až po vymření královské linie Piastovců (1370) a nástupu uherských Anjouovců (Ludvíka I. Uherského) se v tehdejší personální unii začala korunní idea prosazovat, především díky okruhu malopolské magnátské skupiny tzv. krakovských pánů, hlásících se o svůj podíl na správě státu a zároveň se snažících ochránit Polsko před sjednocujícím tlakem ze strany mocnějších Uher. Ludvík musel polské šlechtě výměnou za uznání nástupnického práva svých dcer vydat Košické privilegium (1374), v němž také slíbil coronam regni Polonie salvam et integram ac illibatam conservare, et nullas terras vel partes earum ab ipsa alienare vel minuere („korunu království Polského bez újmy a neporušenou a nedotčenou zachovávat, a žádné země aneb jejich části od ní nezcizit či neumenšit“). Ideologie všemu nadřazené koruny se tu objevila už plně rozvinutá.
Právě „krakovští páni“ také iniciovali pozdější povolání litevských Gediminasovců/Jagellonců na polský trůn (1385) a když se tamní velkokníže Jagello zavázal v Krevské unii (de facto volební kapitulace) že mj. terras suas Lithuaniae et Russiae Coronae Regni Poloniae perpetuo applicare („své litevské a ruské země navždy ke Koruně království polského připojí“), byl koncept koruny v Polsku definitivně stvrzen a přetrval až do konce samostatnosti polsko-litevského státu. Jednotlivé koronne instituce a zvyklosti však nebyly ustaveny jednorázovým aktem (na rozdíl od např. České koruny), ale vyvíjely se postupně.

## Státní symbolika

vlajky:
polská korouhev v době 14.–15. století
prapor z doby Zikmunda III. Vasy (vznikla mezi 1601–1621)
prapor Jana III. Sobieski
období Wettinů a personální unie se Saskem (1697–1733, 1636–1664)

znak:
znak Polského království s korunou
z doby Zikmunda III. Vasy
období Wettinů a personální unie se Saskem (1697–1733, 1636–1664)